# Enrico Bagnoli (scénographe)
Pour les articles homonymes, voir Enrico Bagnoli et Bagnoli (homonymie).
Enrico Bagnoli est un scénographe éclairagiste et metteur en scène italien pour le théâtre, la danse et l’opéra, né en 1963.

## Biographie
Enrico Bagnoli travaille depuis les années 80 comme éclairagiste, scénographe et metteur en scène pour plus de deux cents productions théâtrales et musicales et a collaboré avec divers artistes dans le monde entier.
Il a accompagné le metteur en scène Thierry Salmon pour tous ses spectacles, entre autres Les Troyennes (1987, Festival d'Avignon 1989), A. da Agatha (1986), Des passions (1992) et Faustæ tabulæ (1995). Il a travaillé dans les années 90 avec Sosta Palmizi, Raoul Ruiz, Elio De Capitani, Ferdinando Bruni, Amos Gitai, Andrea De Rosa. Il a collaboré avec Jacques Delcuvellerie et Isabelle Pousseur. Avec Luk Perceval, il a participé à de nombreuses productions, commençant avec Ten oorlog (1997) jusqu’à MacBeth (2004).
Enrico Bagnoli travaille régulièrement avec le Ro Theater, Het Muziek Lod, le Toneelgroep Amsterdam, le Toneelhuis d’Anvers. À partir de 1998, il entamé une étroite collaboration avec Guy Cassiers. À partir de ce moment, il a participé à la presque totalité des créations du metteur en scène anversois, notamment De Sleutel (1998), The Woman Who Walked Into Doors (2001), le projet Proust (2003-2005), Hersenschimmen (2005), le triptyque du pouvoir Mefisto (2006), Wolfskers (2007), Atropa (2008), Sous le volcan et The House of Sleeping Beauties, Musil 1 (2010), Sang et Roses, cour d'honneur du Festival d'Avignon (2011), Musil 2 (2011), Heart of Darkness (2011), Musil 3 (2012), Das Rheingold (Scala de Milan 2010), Die Walküre de Richard Wagner (ouverture de la Scala, 7 décembre 2010), Siegfried (Scala 2012), Götterdämmerung (Scala 2013). Avec Sidi Larbi Cherkaoui, il collabore à A History of the World in 10,5 Chapters (2007) et Origine (2008). Avec Anne-Cécile Vandalem Tristesses (2016), Arctique (2018).
Enrico Bagnoli crée des éclairages pour des expositions et conseille de nombreux architectes. Il a conçu un logiciel de contrôle de la lumière et multimédia qui est opérant dans 95 pays. Il a collaboré à la conception et à la réalisation du système d’éclairage pour 11 ponts de Chicago (1999), pour l’aéroport international de Los Angeles (2000), pour le monument de l'Indépendance turkmène (2000).
Il a conçu un clavier dynamique pour l’exécution de la partition de lumières et couleurs du Prométhée d’Alexandre Scriabine, avec l’Orchestre philharmonique de Liège sous la direction de Pierre Bartholomée (1995). En 2004, la ville de Bruxelles le charge de réaliser une nouvelle version du son et lumière de la Grand-Place sur de la musique originale de Pierre Henry. En 2008, la ville de Gand l’a appelé pour être curateur du Festival des Lumières (janvier 2011).
En collaboration avec Marianne Pousseur il est metteur en scène, scénographe et éclairagiste pour les spectacles suivants : Dialogue entre l’huître et l’autruche, spectacle musical inspiré de Lewis Carroll, musique originale de Denis Pousseur (1991) ; L’Air frais des jardins publics (1993) ; Songbooks de John Cage (1996) ; Le Chant des Ténèbres, spectacle construit à partir de chansons de Bertolt Brecht et Hanns Eisler (1998) ; L'Histoire de Babar, le petit éléphant de Francis Poulenc, spectacle musical pour enfants (2000) ; L'Enfant et les Sortilèges de Maurice Ravel, direction musicale Oswald Sallaberger (2001) ; Peer Gynt de Henrik Ibsen, musique d'Edvard Grieg (2004) ; Magic Box d'après Children's Corner et La Boîte à joujoux de Claude Debussy (2005) ; Ismène, opéra pour voix seule à partir du poème dramatique de Yannis Ritsos, musique originale de Georges Aperghis, mise en scène Enrico Bagnoli, collaboration artistique Guy Cassiers (2008) ; Phèdre, opéra pour voix seule à partir du poème dramatique de Yannis Ritsos, musique originale de Marianne Pousseur, mise en scène Enrico Bagnoli (2013),  Ajax, opéra pour voix seule à partir du poème dramatique de Yannis Ritsos, musique originale de Marianne Pousseur, mise en scène Enrico Bagnoli,  I Was Looking at the Ceiling and then I Saw the Sky (2018) opéra di John Adams, Madrigali dialogue avec la Lumière, d'apres les Madrigaux de Claudio Monteverdi (2022)
Entre 2010 et 2013, il crée les décors et les lumières d’une nouvelle production du Ring des Nibelungen de Richard Wagner (Scala de Milan et Staatsoper de Berlin), dans une mise en scène de Guy Cassiers sous la direction musicale de Daniel Barenboim.

## Récompenses et distinctions
Pour Ismène, Enrico Bagnoli a été récompensé par le Prix de la critique en 2009.
Enrico Bagnoli a été récompensé en 2014 par le 33e Premio Franco Abbiati de l’Associazione nazionale dei critici musicali italiani pour le décor et la lumière du Ring des Nibelungen.